# Wilfried Härle
Wilfried Härle (* 6. September 1941 in Heilbronn) ist ein deutscher evangelischer Theologe, der 1978 bis 1995 Theologieprofessor an der Philipps-Universität Marburg und 1995 bis 2006 Professor für Systematische Theologie und Ethik an der Ruprecht-Karls-Universität Heidelberg war.

## Leben
Wilfried Härle studierte evangelische Theologie an der Ruprecht-Karls-Universität Heidelberg in Heidelberg und an der Friedrich-Alexander-Universität Erlangen-Nürnberg in Erlangen. Er promovierte 1969 an der Ruhr-Universität Bochum in Bochum zum Dr. theol. Seine Dissertationsschrift hieß: Die Theologie des „frühen“ Karl Barth in ihrem Verhältnis zu der Theologie Martin Luthers. 1973 folgte die Habilitation für systematische Theologie an der Christian-Albrechts-Universität zu Kiel zum Thema Sein und Gnade – die Ontologie in Karl Barths kirchlicher Dogmatik.
Von 1977 bis 1978 hatte Härle eine Dozentur an der Universität Groningen in den Niederlanden inne, bevor er 1978 einen Ruf an die Philipps-Universität in Marburg erhielt, wo er bis 1995 eine Professur innehatte. Von 1995 bis 2006 war Härle Professor für Systematische Theologie und Ethik an der Ruprecht-Karls-Universität in Heidelberg.
Von 1997 bis 2010 war Wilfried Härle Vorsitzender der Kammer für Öffentliche Verantwortung der Evangelischen Kirche in Deutschland (EKD). Gleichzeitig war er von 2002 bis 2005 Mitglied der Enquête-Kommission des Deutschen Bundestages „Ethik und Recht der modernen Medizin“. So äußerte er sich auch öffentlich zu Menschenwürde und Selbstbestimmung des Menschen. Er plädierte dafür, sie in einem antwortfähigen, verantwortlichen Gegenüber zu Gott und einem fürsorglichen, königlichen Verwalter der Erde zu sehen und zu leben.

## Veröffentlichungen (Auswahl)
Monographien
- Die Theologie des "frühen" Karl Barth in ihrem Verhältnis zu der Theologie Martin Luthers, Dissertation, Bochum 1969.
- Testfall Kirche. Auswertung einer Fragenbogenaktion im Bereich der Nordwestdeutschen Konferenz der Evangelisch-Methodistischen Kirche (Der Mitarbeiter. Beihefte 14), Stuttgart 1973.
- Schrift und Offenbarung (Infocop 7), Stuttgart 1974.
- Sein und Gnade. Die Ontologie in Karl Barths Kirchlicher Dogmatik (Theologische Bibliothek Töppelmann 27), Berlin/New York 1975.
- Die Frage nach Gott (Studienbrief im Fernstudienlehrgang für evangelische Religionslehrer III/2), Tübingen 1978.
- (gem. mit Eilert Herms) Rechtfertigung. Das Wirklichkeitsverständnis des christlichen Glaubens. Ein Arbeitsbuch, Göttingen 1979.
- Systematische Philosophie. Eine Einführung für Theologiestudenten (studium theologie 6), München/Mainz 1982, 2. Aufl. 1987.
- Ausstieg aus der Kernenergie? Einstieg in die Verantwortung! (Grenzgespräche 13), Neukirchen-Vluyn 1986.
- Zum Beispiel Golfkrieg. Der Dienst der Kirche in Krisensituationen in unserer säkularen Gesellschaft (Vorlagen.NF 14), Hannover 1991, 2. Aufl. 1992.
- Dogmatik, Berlin/New York 1995, 2. Aufl. 2000, 3. Aufl. 2007, 6. Aufl. 2022.
- Woran Du Dein Herz hängst ... Über Glauben, Unglauben und Zweifel in unserer Zeit, Hannover 1996.
- Menschsein in Beziehungen. Studien zur Rechtfertigungslehre und Anthropologie, Tübingen 2005.
- Christlicher Glaube in unserer Lebenswelt. Studien zur Ekklesiologie und Ethik, Leipzig 2007.
- (gem. mit Jörg Augenstein, Sibylle Rolf und Anja Siebert) Wachsen gegen den Trend. Analysen von Gemeinden, mit denen es aufwärts geht, Leipzig 2008, 3. Aufl. 2010, 4. Aufl. 2012.
- Spurensuche nach Gott. Studien zur Fundamentaltheologie und Gotteslehre, Berlin/New York 2008.
- Würde. Groß vom Menschen denken, München 2010.
- Ethik, Berlin/New York, de Gruyter 2011 (korean. Übersetzung Seoul 2016); 2. Aufl. 2018, ISBN 978-3-11-053975-2.
- Zwischen Himmel und Hölle. Ungeschminkte Kindheitserzählungen, Barleben 2012.
- Warum Gott? Für Menschen, die mehr wissen wollen (Theologie für die Gemeinde I/1), Leipzig 2013, 2. Aufl. 2014.
- Outline of Christian Doctrine. An Evangelical Dogmatics, Grand Rapids/Cambridge 2015.
- (gem. mit Ilze Ķezbere-Härle) Mit dem Herzen sehen. Predigten für das ganze Kirchenjahr. Mit einer kurzen Anleitung zur Erarbeitung von Predigten über biblische Texte, Leipzig 2015, 2. Aufl. 2016.
- "...und hätten ihn gern gefunden". Gott auf der Spur, Leipzig 2017.
- Von Christus berufen. Ein biblisches Plädoyer für Ordination und Priesterweihe von Frauen, Leipzig/Paderborn 2017.
- Religionsunterricht unter pluralistischen Bedingungen. Eine kritische Sicht des Hamburger Modells, Leipzig 2019.
- Aus ethischer Sicht. Güstrower Vorträge, Leipzig 2022.
- Vertrauenssache. Vom Sinn des Glaubens an Gott, Leipzig 2022.
- Ja, aber! Ein Streitgespräch zwischen Glauben und Zweifel. De Gruyter, Berlin 2025.

Herausgeberschaften
- (gem. mit H. Leipold) Lehrfreiheit und Lehrbeanstandung, Bd. 1: Theologische Texte, Bd. 2: Kirchenrechtliche Dokumente, Gütersloh 1985.
- (gem. mit Eberhard Wölfel) Religion im Denken unserer Zeit (Marburger Theologische Studien 21), Marburg 1986.
- (gem. mit Harald Wagner) Theologenlexikon. Von den Kirchenvätern bis zur Gegenwart, München 1987, 2. Aufl. 1994; ital. Übersetzung: Lessico dei Teologi. Dai Padri della Chiesa ai nostri giorni, Brescia 1991.
- Kirche und Gesellschaft. Analysen – Reflexionen – Perspektiven (Marburger Forum Philippinum 20), hg. unter Mitwirkung von E. Stock, Stuttgart 1989.
- (gem. mit M. Marquardt und W. Nethöfel) Unsere Welt – Gottes Schöpfung. Eberhard Wölfel zum 65. Geburtstag, (Marburger Theologische Studien 32), Marburg 1992.
- Im Kontinuum. Annäherungen an eine relationale Erkenntnistheorie und Ontologie (Marburger Theologische Studien 54), Marburg 1999.
- (gem. mit Heinz Schmidt und Michael Welker) Das ist christlich. Nachdenken über das Wesen des Christentums, Gütersloh 2000.
- (gem. mit M. Heesch und Reiner Preul) Befreiende Wahrheit. Festschrift für Eilert Herms zum 60. Geburtstag (Marburger Theologische Studien 60), Marburg 2000.
- (gem. mit Peter Neuner) Im Licht der Gnade Gottes. Zur Gegenwartsbedeutung der Rechtfertigungsbotschaft. Gemeinsames Symposion des Evangelisch- und Katholisch-Theologischen Fakultätentages Lutherstadt Wittenberg, Oktober 2002 (Studien zur systematischen Theologie und Ethik 42), Münster et al. 2004.
- (gem. mit Bernd-Michael Haese et al.) Systematisch praktisch. Festschrift für Reiner Preul zum 65. Geburtstag (Marburger Theologische Studien 80), Marburg 2005.
- Martin Luther: Lateinisch-Deutsche Studienausgabe, Bd. 1: Der Mensch vor Gott, hg. unter Mitarbeit von Michael Beyer, Leipzig 2006, 2. Aufl. 2016.
- Grundtexte der neueren evangelischen Theologie, Leipzig 2007, 2. Aufl. 2012; lett. Übersetzung: Evangeliskas teologijas teksti no Sleiermahera lidz musdienam, Riga 2012; litau. Übersetzung: Dievo pedsakais XIX-XX a. evangeliskosios teologijos antologija, Vilnius 2013; estn. Übersetzung: Uuema Evangeelse Theoloogia Põhitekstid, Tartu 2013.
- (gem. mit Bernhard Vogel) "Vom Rechte, das mit uns geboren ist". Aktuelle Probleme des Naturrechts, Freiburg im Breisgau/Basel/Wien 2007.
- (gem. mit Bernhard Vogel) Begründung von Menschenwürde und Menschenrechten, Freiburg im Breisgau/Basel/Wien 2008.
- Ethik im Kontinuum. Beiträge zur relationalen Erkenntnistheorie und Ontologie (Marburger Theologische Studien 97), Leipzig 2008.
- Martin Luther: Lateinisch-Deutsche Studienausgabe, Bd. 3: Die Kirche und ihre Ämter, hg. von Günther Wartenberg und Michael Beyer, eingeleitet von Wilfried Härle, Leipzig 2009.
- (gem. mit Barbara Mahlmann-Bauer)  Prädestination und Willensfreiheit. Luther, Erasmus, Calvin und ihre Wirkungsgeschichte. Festschrift für Theodor Mahlmann zum 75. Geburtstag (Marburger Theologische Studien 99), Leipzig 2009.
- (gem. mit Reiner Preul) Marburger Jahrbuch Theologie, Bd. 1–21, Marburg 1987–2007/Leipzig 2008–2009:
  - Bd. 1: Handeln Gottes (Marburger Theologische Studien 22), Marburg 1987.
  - Bd. 2: Theologische Gegenwartsdeutung (Marburger Theologische Studien 24), Marburg 1988.
  - Bd. 3: Lebenserfahrung (Marburger Theologische Studien 29), Marburg 1990.
  - Bd. 4: Glaube (Marburger Theologische Studien 33), Marburg 1992.
  - Bd. 5: Gute Werke (Marburger Theologische Studien 34), Marburg 1993.
  - Bd. 6: Phänomenologie. Über den Gegenstandsbezug der Dogmatik (Marburger Theologische Studien 38), Marburg 1994.
  - Bd. 7: Sexualität – Lebensformen – Liebe (Marburger Theologische Studien 41), Marburg 1995.
  - Bd. 8: Kirche (Marburger Theologische Studien 44), Marburg 1996.
  - Bd. 9: Leben (Marburger Theologische Studien 45), Marburg 1997.
  - Bd. 10: Trinität (Marburger Theologische Studien 49), Marburg 1998.
  - Bd. 11: Reich Gottes (Marburger Theologische Studien 53), Marburg 1999.
  - Bd. 12: Ökumene (Marburger Theologische Studien 64), Marburg 2000.
  - Bd. 13: Woran orientiert sich Ethik? (Marburger Theologische Studien 67), Marburg 2001.
  - Bd. 14: Ethik und Recht (Marburger Theologische Studien 71), Marburg 2002.
  - Bd. 15: Religion. Begriff, Phänomen, Methode (Marburger Theologische Studien 74), Marburg 2003.
  - Bd. 16: Das Selbst in der Evolution (Marburger Theologische Studien 84), Marburg 2004.
  - Bd. 17: Menschenwürde (Marburger Theologische Studien 89), Marburg 2005.
  - Bd. 18: Verstehen über Grenzen hinweg (Marburger Theologische Studien 94), Marburg 2006.
  - Bd. 19: Personalität Gottes (Marburger Theologische Studien 101), Marburg 2007.
  - Bd. 20: Sünde (Marburger Theologische Studien 105), Leipzig 2008.
  - Bd. 21: Wahrheit (Marburger Theologische Studien 107), Leipzig 2009.

Festschriften
- Leben und Kirche. Festschrift für Wilfried Härle zum 60. Geburtstag (Marburger Theologische Studien 70), hg. von Uta Andrée et al., Marburg 2001, Neuauflage Leipzig 2007.
- Niemand ist eine Insel. Menschsein im Schnittpunkt von Anthropologie, Theologie und Ethik. Festschrift für Wilfried Härle zum 70. Geburtstag (Theologische Bibliothek Töppelmann 156), hg. von Christian Polke et al., Berlin/Boston 2011.